# Emmett J. Scanlan

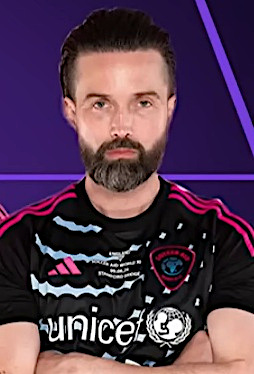
Emmett J. Scanlan 2024

Emmett John Scanlan (sinh ngày 31 tháng 1 năm 1979) là nam diễn viên người Ireland.
Scanlan từng tham gia trong phim điện ảnhGuardians of the Galaxy (2014).